# خافيير مايلي
خافيير جيراردو مايلي (من مواليد 22 أكتوبر 1970) سياسي واقتصادي ومؤلف أرجنتيني يشغل منصب رئيس الأرجنتين الثامن والخمسين منذ 19 نوفمبر 2023. عمل مايلي سابقًا في تدريس دورات جامعية في الاقتصاد الكلي، والنمو الاقتصادي، والاقتصاد الجزئي، والرياضيات للاقتصاديين. وكتب العديد من الكتب واستضاف البرامج الإذاعية. تميزت آراء مايلي في المشهد السياسي الأرجنتيني وحظيت باهتمام عام كبير وردود فعل استقطابية.
في عام 2021، انتخب مايلي لعضوية مجلس النواب الأرجنتيني، ليمثل مدينة بوينس آيرس في حزب لا ليبرتاد أفانزا. وبصفته نائبًا وطنيًا، اقتصرت أنشطته التشريعية على التصويت، وانتقاد ما اعتبره إنفاقًا حكوميًا مفرطًا من قبل النخبة السياسية في الأرجنتين. تعهد مايلي بعدم زيادة الضرائب وبالتبرع براتبه الوطني. هزم وزير الاقتصاد سيرجيو ماسا في الجولة الثانية من الانتخابات الرئاسية الأرجنتينية لعام 2023 على منصة حملت الهيمنة الأيديولوجية للبيرونية المسؤولة عن الأزمة النقدية الأرجنتينية لعام 2018 والتي استمرت بعدها.
يشتهر مايلي بشخصيته المتألقة وأسلوبه الشخصي المميز وحضوره الإعلامي القوي. وصف سياسيًا بأنه ليبرالي يميني وشعبوي يميني، ويدعم اقتصاديات عدم التدخل، ويتماشى بشكل خاص مع المبادئ الملكية والفوضوية الرأسمالية. اقترح مايلي إجراء إصلاح شامل للسياسات المالية والهيكلية للبلاد. وهو يدعم حرية الاختيار في سياسة المخدرات، والأسلحة، والدعارة، وزواج المثليين، والتفضيل الجنسي، والهوية الجنسية، بينما يعارض الإجهاض والقتل الرحيم. في السياسة الخارجية، يدعو إلى توثيق العلاقات مع الولايات المتحدة، ودعم أوكرانيا ردًا على الغزو الروسي، وإبعاد الأرجنتين عن العلاقات الجيوسياسية مع الصين.

## النشأة والمهنية
ولد خافيير جيراردو مايلي في حي باليرمو، في العاصمة بوينس آيرس، في 22 أكتوبر 1970 وكانت والدته أليسيا ربة منزل، بينما كان والده نوربرتو سائق حافلة، وهو من أصول إيطالية، ونشأ في حي فيلا ديفوتو، وارتاد المدارس الكاثوليكية والجامعات الخاصة، والتحق بمدرسة كاردينال كوبيلو الثانوية، ثم انتقل بعد ذلك إلى ساينز بينيا، بوينس آيرس، وكان يلقب في المدرسة (بالمجنون) بسبب انفعالاته وخطبه العدوانية التي جعلت منه مشهورًا فيما بعد، وفي أواخر سن المراهقة وأوائل مرحلة البلوغ، كان حارسًا لمرمى فريق تشاكاريتا جونيورز حتى عام 1989، حين قرر ترك كرة القدم والالتزام الكامل بمهنة الاقتصاد في سن 18 عامًا، وخلال التضخم الجامح عام 1989 مع اقتراب نهاية حكومة راؤول ألفونسين، كان يدرس مقدمة في الاقتصاد وقانون العرض والطلب: عندما ترتفع الأسعار، ينخفض الطلب. ورأى أن مثل هذا القانون يبدو متعارضًا مع الأزمة المستمرة، إذ رأى الناس يحاولون يائسين الاستيلاء على السلع من محلات السوبر ماركت بينما ترتفع الأسعار، واعتبر أنه كان عليه أن يدرس الاقتصاد بمزيد من التفصيل لفهمه، وعن طفولته، قال: إن والديه ضرباه وأساءا إليه لفظيًا، مما جعله لا يتحدث إليهما لمدة عقد من الزمن؛ وكانت تدعمه أخته الصغرى كارينا وجدته لأمه. وفي فترة من الزمن غنى في فرقة إيفرست، والتي ظهرت في أغلفة مجلة رولينج ستونز.

## التعليم والمسيرة الأكاديمية
حصل خافيير مايلي على شهادة في الاقتصاد من جامعة بلغرانو الخاصة (ليسانس) وحصل على درجتي ماجستير من معهد التنمية الاقتصادية والاجتماعية [إس] وجامعة توركواتو دي تيلا الخاصة، كما أنه عمل أستاذًا للاقتصاد الكلي، واقتصاد النمو، والاقتصاد الجزئي، والرياضيات للاقتصاديين لأكثر من واحد وعشرين عامًا، وهو متخصص في النمو الاقتصادي وقام بتدريس العديد من المواد الاقتصادية في الجامعات الأرجنتينية وخارجها، وقد كتب أكثر من خمسين بحثًا أكاديميًا.

## مهنة الاقتصاد
كان مايلي أستاذًا للاقتصاد الكلي، واقتصاد النمو، والاقتصاد الجزئي، والرياضيات للاقتصاديين. وهو متخصص في النمو الاقتصادي، ودرس العديد من المواد الاقتصادية في الجامعات الأرجنتينية وخارجها، كما كتب أكثر من 50 بحثًا أكاديميًا بحلول عام 2016.
بحلول عام 2016، تولى مايلي العديد من المناصب البارزة بما في ذلك منصب كبير الاقتصاديين في شركة Máxima AFJP، وهي شركة معاشات تقاعدية خاصة؛ وكبير الاقتصاديين في Estudio Broda، وهي شركة استشارات مالية؛ وكبير الاقتصاديين في Corporación América؛ ومستشار حكومي في المركز الدولي لتسوية منازعات الاستثمار. وكان أيضًا أحد كبار الاقتصاديين في بنك إتش إس بي سي الأرجنتين. وشغل منصب كبير الاقتصاديين في العديد من الهيئات العامة الحكومية الوطنية والدولية. منذ عام 2012، قاد مايلي قسم الدراسات الاقتصادية في مؤسسة أكوردار وهي مؤسسة فكرية وطنية، وهو أيضًا عضو في مجموعة B20 وعضو في مجموعة السياسة الاقتصادية بغرفة التجارة الدولية، ومستشار لمجموعة العشرين، وعمل في شركة خاصة لمدة 15 عامًا بصفته كبير الاقتصاديين والمستشار المالي لإدواردو يورنيكيان.
مايلي هو مؤلف العديد من الكتب بما في ذلك (طريق الليبرالية)، يتمتع بحضور ملحوظ على شاشة التلفزيون، حيث أظهر تصنيف إيجيس لعام 2018 أنه الاقتصادي الأكثر مقابلة على شاشة التلفزيون، مع 235 مقابلة بلغ مجموعها 193.347 ثانية من البث. استضاف مايلي أيضًا برنامجه الإذاعي الخاص Demoliendo mitos (هدم الأساطير)، والذي يتميز بظهور منتظم لشخصيات ألبردية وليبرالية يمينية، بما في ذلك الاقتصادي ورجل الأعمال غوستافو لازاري، والمحامي بابلو توريس بارت، والعالمة السياسية ماريا زالديفار.

## حياته السياسية
اكتسب خافيير مايلي في البداية مكانة بارزة كخبير اقتصادي ومؤلف للعديد من الكتب حول الاقتصاد والسياسة، قبل أن يرتقي إلى الصدارة السياسية، وقد أدى فوزه في الانتخابات التمهيدية في أغسطس الي إحداث موجة من الصدمة عبر المؤسسة السياسية في البلاد قبل الانتخابات العامة الأرجنتينية 2023 في أكتوبر، نظرًا لعدم فوز أي مرشح رئاسي بالأغلبية في الجولة الأولى، وعندما أجريت جولة الإعادة في 19 نوفمبر فاز فيها على سيرجيو ماسا. وقد حصل خافيير مايلي على 55,95% من الأصوات، فيما حصل منافسه وزير الاقتصاد سيرخيو ماسا على 44,04% وفق ما أظهرت نتائج جزئية رسمية بعد فرز 86% من الأصوات، وقد أقر منافسه بهزيمته قائلا: إنه اتصل بخافيير مايلي لتهنئته.

## أهدافه
يقترح خافيير مايلي إجراءات جذرية، فهو يدعو إلى دولرة الاقتصاد والخصخصة، بما في ذلك في مجالات التعليم والرعاية الصحية، وفيما يتعلق بالسياسة الخارجية ذكر أن الولايات المتحدة وإسرائيل ستكونان حليفيه الأساسيين، ويرفض التعاون مع الصين والبرازيل وروسيا لصالح الولايات المتحدة وإسرائيل، معتبرًا إسرائيل حليفاً، ومؤيدًا لنقل سفارة الأرجنتين من تل أبيب إلى القدس ، كما فعل الرئيس الأمريكي السابق دونالد ترامب.ولكن في مارس 2024 و بسبب ضغط من المشرعين اليساريين تم تأجيل نقل السفارة

## حياته الشخصية
مايلي غير متزوج وقال إنه إذا تم انتخابه رئيسًا، فإنه سيجعل أخته تتولى دور السيدة الأولى في الأرجنتين. في أغسطس 2023، أعلن مايلي أنه يواعد الممثلة فاطمة فلوريس. في السابق، كان يواعد المغنية دانييلا موري.
بينما نشأ كاثوليكيًا، انتقد مايلي الكنيسة الكاثوليكية في عهد البابا فرانسيس، وأثارت تعليقاته المهينة حول فرانسيس انتقادات من الكاثوليك. يقرأ مايلي أيضًا التوراة يوميًا وقد زارت قبر الحاخام الأرثوذكسي مناحيم مندل شنيرسون. قبل نوفمبر 2023، قال مايلي إنه فكر في التحول إلى اليهودية لكن مراعاة السبت اليهودي قد يشكل تحديات إذا أصبح رئيسًا. عند انتخابه رئيسًا، أفيد أن مايلي كان ينوي التحول إلى اليهودية.

## وصلات خارجية
- خافيير مايلي على موقع IMDb (الإنجليزية)
- خافيير مايلي على موقع مونزينجر (الألمانية)
- خافيير مايلي على موقع ميوزك برينز (الإنجليزية)
- خافيير مايلي على موقع قاعدة بيانات الفيلم (الإنجليزية)